# ظریفه (روستا)
 ظریفه  به عربی ( الَظریفَة  )، روستایی است در دهستان 
مَحویت در کشور یمن در شبه جزیره عربستان.

## جمعیت
جمعیت آن ( ۱۱۰ ) نفر (۹ خانوار) می‌باشد.